# Crown of Creation
Crown of Creation es el cuarto álbum de estudio de la banda de rock norteamericana Jefferson Airplane, lanzado tan sólo diez meses después de su anterior trabajo After Bathing at Baxter's.

## Producción
La banda continúa explorando el sonido psicoledico que les dio fama, con letras controvertidas debido a los mensajes antibelicistas y las connotaciones izquierdistas. También coquetean con el rock electrónico con referencias a la ciencia ficción. 
La grabación se llevó a cabo desde principios de 1968 hasta bien entrado el verano en los estudios RCA debido a la intensa agenda de la banda durante aquellas fechas con continuas actuaciones y apariciones en televisión. Estilísticamente, fue su álbum más completo, incluyendo todos los estilos que la banda había experimentado hasta la fecha, desde el sonido heavy rock, similar al de sus conciertos, hasta el folk rock de sus inicios. La portada fue obra del artista gráfico John Van Hamersveld.

## Recepción
El álbum fue lanzado en septiembre de 1968, llegando a posicionarse en el número 6 de las listas de ventas y siendo certificado disco de oro. Los sencillos que se lanzaron tuvieron escasa repercusión, ocupando posiciones muy discretas en el Billboard Hot 100.

## Lista de canciones
| N.º | Título                                                     | Duración |  |
| 1.  | «Lather» (Grace Slick)                                     | 2:57     |  |
| 2.  | «In Time» (Paul Kantner, Marty Balin)                      | 4:14     |  |
| 3.  | «Triad» (David Crosby)                                     | 4:55     |  |
| 4.  | «Star Track» (Jorma Kaukonen)                              | 3:11     |  |
| 5.  | «Share a Little Joke» (Marty Balin)                        | 3:09     |  |
| 6.  | «Chushingura» (Spencer Dryden)                             | 1:20     |  |
| 7.  | «If You Feel» (Gary Blackman, Marty Balin)                 | 3:21     |  |
| 8.  | «Crown of Creation» (Paul Kantner)                         | 2:54     |  |
| 9.  | «Ice Cream Phoenix» (Jorma Kaukonen, Charles Cockey)       | 3:02     |  |
| 10. | «Greasy Heart» (Grace Slick)                               | 3:26     |  |
| 11. | «The House at Pooneil Corners» (Marty Balin, Paul Kantner) | 5:54     |  |